# Монал білогузий
Монал білогузий (Lophophorus sclateri) — вид куроподібних птахів родини фазанових. Поширений в Південній Азії.
Вид названо на честь британського зоолога Філіпа Склейтера (1829—1913).

## Поширення
Вид є ендеміком східних Гімалаїв. Поширений від штату Аруначал-Прадеш на півночі Індії на схід через північну М'янму та південно-східний Тибет до західної Юньнані (Китай).
Населяє альпійські луки, субальпійські рододендронові чагарники та скелясті урвисті схили від 3000-4200 м, трапляючись аж до краю дубово-рододендронових і хвойних лісів з бамбуковим підліском, азалійним лісом і ділянками ялівцю та кизильнику. Спускається до помірного лісу на висоті 2000-3000 м у жовтні. Там, де його ареал збігається з моналом гімалайським, він зазвичай трапляється на більших висотах, хоча в деяких місцевих звітах описано, що вони зустрічаються разом.

## Підвиди
Виділяють три підвиди:
- L. s. arunachalensis (Kumar & Singh, 2004)
- L. s. orientalis (Davison G.W.H., 1974)
- L. s. sclateri (Jerdon, 1870)

## Опис
Великий фазан, завдовжки до 68 см. Цей вид, як і всі монали, має добре помітний статевий диморфізм; самець має зелено-фіолетове оперення, шию мідного кольору, чорне горло, що тяжіє до фіолетового, і білий хвіст. Самиця темно-коричневого кольору з білими горлом і кінчиком хвоста.

## Спосіб життя
Під час сезону розмноження (навесні) живе поодиноко, але взимку зграйний. Харчується корінням, бульбами, насінням, корою та частинами листя. Мало що відомо про його поведінку при розмноженні. Кладки виявлені у квітні, травні та червні.